# Kärdla
Kärdla (Duits: Kertel) is de hoofdstad van de Estische provincie Hiiumaa, die het gelijknamige eiland omvat. De stad telt 2921 inwoners (2024) en behoort sinds 2017 tot de gemeente Hiiumaa. Tot in 2013 was Kärdla een aparte stadsgemeente met een oppervlakte van 4,5 km². Vanaf 2013 tot 2017 behoorde Kärdla tot de gemeente Hiiu. Binnen die gemeente vormde Kärdla een exclave, die door de gemeente Pühalepa van de rest van de gemeente werd gescheiden. In oktober 2017 werd Hiiu bij de fusiegemeente Hiiumaa gevoegd.
Kärdla ligt op het noordoostelijk deel van het eiland, aan de Golf van Tareste (Ests: Tareste laht). Door het stadje lopen meerdere kleine beken en riviertjes.
Ten zuidoosten van het stadje is een meteorietkrater die 455 miljoen jaar oud is.
Twee secundaire wegen komen door Kärdla: de Tugimaantee 80 en de Tugimaantee 81. Die laatste weg heeft Kärdla als eindpunt.

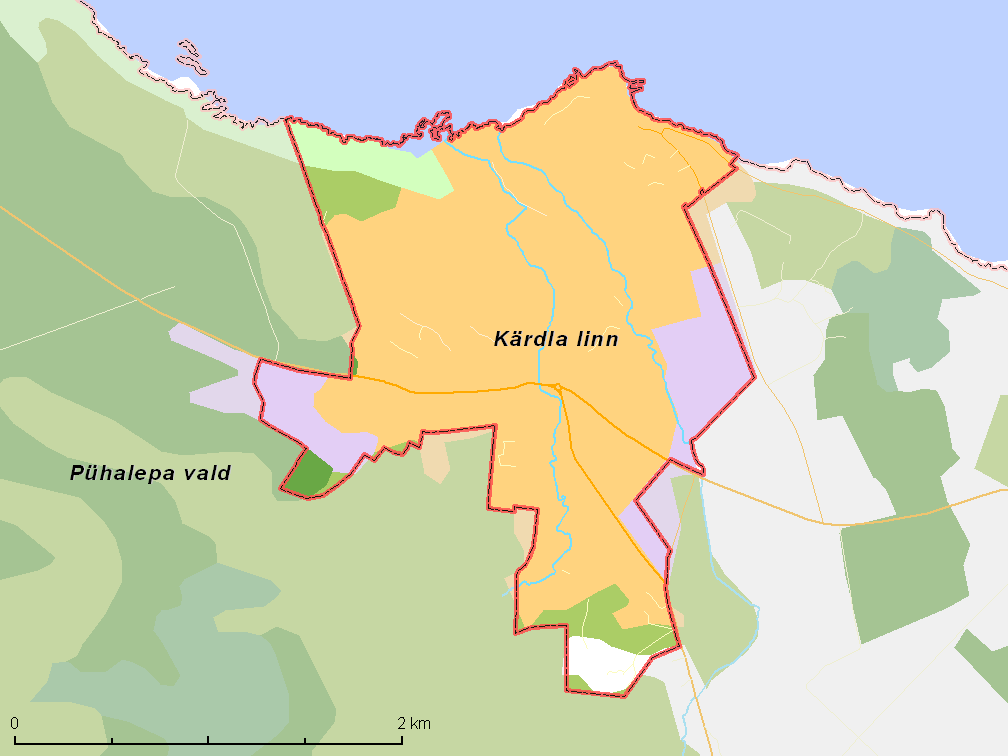
De voormalige stadsgemeente met omliggende gemeenten

## Geschiedenis
Kärdla werd voor het eerst genoemd in 1564, toen nog bewoond door Zweden. In 1830 werd een textielfabriek gesticht en sindsdien is het stadje snel gegroeid. In 1849 kreeg het een haven. In 1938 kreeg het vervolgens stadsrechten. De haven en de kledingfabriek werden gedurende de Tweede Wereldoorlog verwoest.
- Gemeinsame Normdatei: 1048030830
- Library of Congress Control Number: n90697123
- MusicBrainz: 12882a11-da5e-4ac8-b241-715a61bce2ec
- Nationale Bibliotheek van Israël: 987007567398005171
- Système universitaire de documentation: 067079709
- Virtual International Authority File: 135001850
- WorldCat: E39PBJxmDrgq7wW8FKWX4Y8V4q